# Spolno razmnoževanje
Spolno razmnoževanje je način razmnoževanja, pri katerem se kombinira genski zapis staršev ob nastanku potomcev. Posledica tega je, da nima noben potomec povsem enakega genotipa kot katerikoli izmed staršev, to pa povečuje genetsko diverziteto.
Glavna mehanizma spolnega razmnoževanja sta mejoza oz. redukcijska delitev, pri kateri se število kromosomov nastalih spolnih celic razpolovi, ter oploditev, kjer se združijo homologni kromosomi obeh staršev. Pri tem pride pogosto še do naključnega prerazporejanja delov kromosomov znotraj homolognega para (t. i. homologna rekombinacija), kar povzroči, da so vsi potomci istega para različni tudi med seboj. Podoben proces je konjugacija pri bakterijah, vendar tu ne gre za razmnoževanje, temveč samo horizontalni prenos genov.
Evolucija spolnega razmnoževanja še ni popolnoma pojasnjena. Sodeč po fosilnih ostankih se je prvič pojavilo konec mezoproterozoika, pred 1 do 1,2 milijarde let. Kljub temu, da je s stališča ekonomičnosti spolno razmnoževanje manj učinkovito kot nespolno, ima to prednost, da izredno pospeši nastajanje novih kombinacij dednega materiala. To daje populaciji mnogo večjo možnost prilagajanja selekcijskim pritiskom, kar pospeši evolucijo. Danes se velika večina večceličnih organizmov razmnožuje spolno, tako tudi skoraj vse rastline in živali. Nekatere skupine višjih organizmov ohranjajo sposobnost nespolnega razmnoževanja poleg spolnega in se poslužujejo enega ali drugega načina v odvisnosti od pogojev.